# ジャスティン・ティプリック
ジャスティン・ティプリック（Justin Tipuric、1989年8月6日 - ）は、ユナイテッド・ラグビー・チャンピオンシップ、オスプリーズに所属するラグビー選手でチームの主将。

## プロフィール
- ウェールズ・トレバノス出身。
- ポジションはフランカー(FL)。
- 身長 188cm、体重 102kg
- U20ウェールズ代表に選ばれたことがある[1]。
- ウェールズ代表通算キャップ数は93でラグビーワールドカップ2015・ラグビーワールドカップ2019のウェールズ代表に選ばれた。
- ブリティッシュ・アンド・アイリッシュ・ライオンズに選ばれたことがある[2]。
- バーバリアンズに選ばれたことがある[3]。

## 略歴
2009年、オスプリーズに加入。
2018年、オスプリーズの主将に就任した。
2023年、ウェールズ代表からの引退を発表。